# كارولين تومسون
كارولين تومسون (بالإنجليزية: Caroline Thompson)‏ (و. 1956  م) هي كاتبة سيناريو، ومخرجة أفلام، ومنتجة أفلام، وروائية، وكاتِبة أمريكية، ولدت في واشنطن العاصمة.

## التعليم
تعلمت في كلية رادكليف، وجامعة هارفارد، وكلية أمهرست.

## وصلات خارجية
- كارولين تومسون على موقع IMDb (الإنجليزية)
- كارولين تومسون على موقع ألو سيني (الفرنسية)
- كارولين تومسون على موقع أول موفي (الإنجليزية)
- كارولين تومسون على موقع قاعدة بيانات الأفلام السويدية (السويدية)
- كارولين تومسون على موقع قاعدة بيانات الفيلم (الإنجليزية)
- كارولين تومسون على موقع كينوبويسك (الروسية)